# Гацоло-Волпино (Верона)
Гацоло-Волпино је насеље у Италији у округу Верона, региону Венето.
Према процени из 2011. у насељу је живело 1636 становника. Насеље се налази на надморској висини од 28 м.